# Phyllachora orbicula
Phyllachora orbicula är en svampart som beskrevs av Rehm 1914. Phyllachora orbicula ingår i släktet Phyllachora och familjen Phyllachoraceae.   Inga underarter finns listade i Catalogue of Life.